# 서부 전선 (제1차 세계 대전)
서부 전선은 제1차 세계 대전 중, 프랑스와 벨기에의 전선이었다. 이로 인해 프랑스 동북부, 벨기에 전역은 폐허가 되었고 많은 사람이 학살되거나 다치거나 자살하였다.
1914년 전쟁 개시와 더불어 독일은 예정된 작전계획에 따라 벨기에를 돌파, 프랑스에 침입하였으나, 마른 전투에서 패배하자 양군은 대치하여 장기전으로 들어갔다. ‘서부전선 이상없음’이란 발표는 그 당시 매일처럼 보도되었다. 1918년 3월부터 11월에 걸쳐 루덴도르프의 작전으로 독일은 5차에 걸쳐 공격을 가하였으나, 연합군의 선전과 미국의 참전을 계기로 역공세를 취하여 사실상의 승리를 거두었다. 제2차 세계대전 때에도 같은 이름의 전선이 있었다.

## 역사
이 문서에서는 제1차 세계 대전의 서부 전선의 상황을 다룬다. 자세한 전투의 상황은 아래의 표를 참고하라.

### 1914년

#### 육전
헬무트 폰 몰트케가 지휘하는 독일 참모 본부는 바보라도 해낼 수 있을 정도로 완벽하다고 믿는 계획을 갖고 있었다. 1905년 탁월한 전략가 알프레드 폰 슐리펜 백작이 작성한 청사진에 기초한 이 작전 계획은 7개 군 병력을 투입하여 서부 전선에 일대 공세를 취하도록 되어 있었다.(나머지 1개 군은 요새화된 동부 프로이센에 배치, 러시아군의 침공을 저지시키도록 되어 있었다.)
공격군의 우익을 맡은 5개 군은 메스-티온빌 지역을 축으로 크게 반원을 그리며 서진하거나 남하하여 벨기에 혹은 프랑스로 들어가며 좌익을 맡은 2개 군은 메츠-티온빌 남쪽의 프랑스군을 공격, 알자스-로렌 지방에서 포위 섬멸하기로 되어 있었다. 최북단에 위치한 2개 군은 중립국인 벨기에를 거쳐 방어가 취약한 프랑스-벨기에 국경선을 돌파, 프랑스 영내로 진격한 후 크게 서쪽으로 선회하여 파리 남쪽으로 돌아서 프랑스군의 배후를 찌른다는 계획이었다. 모든 것이 예정대로 된다면 프랑스는 6주일이면 패배한다는 계산이었다.
이 작전은 거의 성공할 뻔했다. 독일군 총동원이 진행되고 있을 때인 8월 5일 한 특수부대가 리에지에 있는 벨기에 국경 요새를 공격했다. 이틀 후 시와 내성은 함락되었지만, 벨기에 방어 부대는 외곽을 둘러싼 요새에서 항전하며 투항을 거부했다. 독일군은 거포를 동원한 포격으로 외곽 요새를 하나씩 하나씩 파괴해 나갈 수밖에 없었다. 최후의 요새가 함락된 것은 8월 16일이었다.
그제야 리에지를 통과하는 도로가 뚫려 독일군은 벨기에로 밀고 들어갔다. 벨기에의 잔여 병력은 독일 공격군의 외곽선 밖으로 후퇴하여 안트베르펀 주위에 포진했다.
한편 프랑스군 총사령관 조셉 조프르 대장은 자신의 기본 계획을 실천하기 시작했다. 모두 5개 군이 전선에 배치되었다. 그중 4개 군은 알자스-로렌 지방의 메츠-티온빌 요새 진지의 북쪽과 남쪽에서 독일군에 대한 일대 공세를 가하기로 되어 있었다. 나머지 1개 군은 예비 병력으로 남겨 두었다. 공격이 성공하면 전과를 더욱 높이기 위해 투입하고, 그럴 것 같아 보이지 않았지만 만약 독일군이 벨기에로 침공해 올 경우에는 전선을 북쪽으로 연장하는 데 사용하기 위해서였다.
조프르 대장은 독일군의 주력부대가 알자스-로렌으로 쳐내려올 것이라고 확신한 나머지, 벨기에에 적의 대병력이 집결하고 있다는 보고에 대해 즉각적인 반응을 보이지 않았다. 그러나 8월 15일 그는 제5군에게 명령을 내려 상브르강과 뫼즈강 사이의 벨기에 국경 지대에 포진하도록 했다. 그보다 북쪽에는 존 프렌치경 휘하의 소수정예 영국 원정군(BEF)이 8월 20일에 르카토 지역에 도착했다. 조프르는 진격해 오는 독일군에 대한 양국군의 협동 공격을 명했다. 그러나 그는 독일 우익군의 병력을 과소평가했다. 결국, 독일군의 진격은 저지되지 못했다.

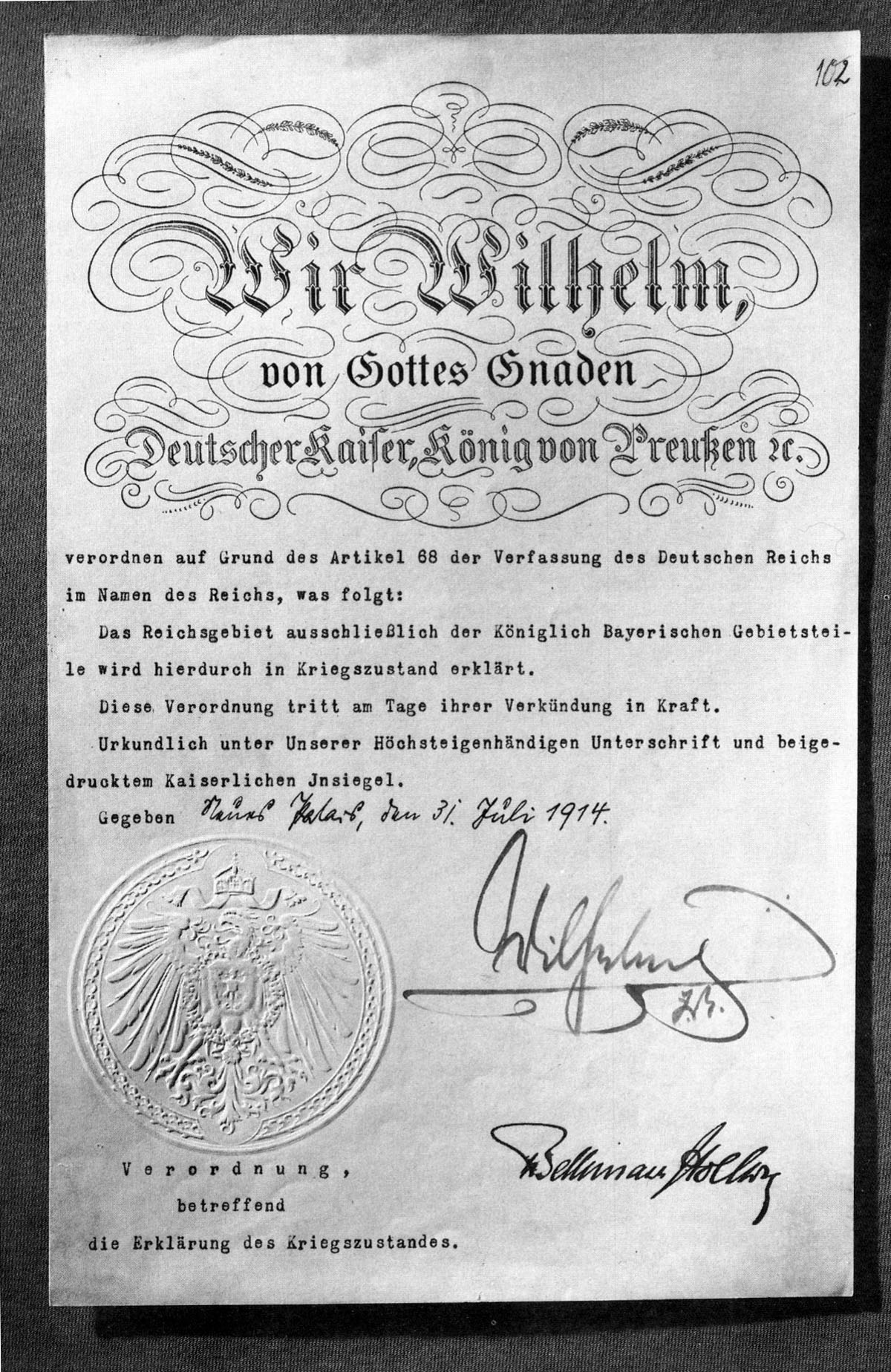
1914년, 독일 제국의 선전 포고 결정서

그런데 갑자기 전세는 마른강에서 역전되었다. 영국과 프랑스 측의 행운과 결단력, 그리고 독일 측의 자만과 오판, 불운이 빚은 결과였다. 연합군의 공격이 실패하자 조프르는 마른강으로의 후퇴를 명하고 그쪽 전선을 고수할 수 있도록 강력한 병력을 집중 투입했다. 한편 몰트케는 적의 공세를 유린한 데 만족하고 우익 측면에 배치했던 공격 부대에서 2개 군단을 빼내어 동부의 러시아 전선을 보강시켰다. 이 결정으로 서쪽 날개를 맡았던 독일군의 귀중한 병력이 빠져나갔다(제1차 마른 전투 참조.).
그렇지 않아도 벨기에 요새를 포위하기 위해 수개 군단이 뒤에 처진 까닭에 독일군은 병력이 부족한 상황이었다. 몰트케가 안은 문제는 그의 허술한 지휘 방법, 통신 체제의 마비로 더 악화되었다. 그 결과 몰트케 참모총장은 그때그때 자신의 병력이 어디 있는지 그 위치를 알지 못하여 각 부대의 진격을 통제 조정할 수 없었다. 자기 휘하의 일선 지휘관에게도 사활이 걸린 중요한 정보를 제대로 전해 줄 수 없었다. 게다가 병사들은 벨기에에서 묶여 지연된 날짜를 메우려고 거듭된 강행군과 악화된 보급품 부족으로 기진맥진한 상태였다.
9월 6일부터 9월 9일까지 마른강에서 영국과 프랑스 연합군은 독일의 공세를 저지하고 그들을 엔강으로 쫓아 버렸다. 첫 5주간의 전투에서 모든 교전국은 50만 이상의 병력을 잃었다. 독일군은 프랑스 수도인 파리 부근까지 진격해 택시를 징발하여 병력을 전선으로 실어 날랐다. 그러나 독일이 단기간에 승리를 거둘 가능성은 사실상 무산되었다.
10월과 11월에 걸쳐 전선은 도버 해협의 해안까지 확대되었고 10월 9일에는 안트베르펀이 실함되었다. 그러나 대부분의 벨기에군은 탈출에 성공, 플랑드르(플란데런) 지역에서 영국 원정군과 합류하여 1개월간 계속된 제1차 이프르 전투에서 수적으로 우세한 독일군과 여러 차례 격전을 벌였다. 11월 말 전선은 스위스 접경의 벨포트에서 영국 해협까지 뻗어 있었다.

#### 해전
대영 제국과 독일 제국의 해군은 제해권을 놓고 도처에서 경쟁을 벌이고 있었다. 최초의 전투는 전쟁이 일어난 첫 번째 주일에 지중해에서 일어났다. 영국의 지중해 함대를 피하기 위해 독일 제국 해군성은 전투 순양함 괴벤호와 괴벤호를 호위하는 경순양함 브레슬라우 호에게 즉시 중립국인 오스만 제국의 수도 콘스탄티노플로 직행하라는 명령을 내렸다.
독일 군함들은 영국 함대를 철저하게 피하여 피해 없이 다르다넬스 해협으로 들어섰다. 그곳에서 2척의 군함은 오스만 제국에게 매각되었다. 오스만 제국은 영국에서 건조 중이던 2척의 오스만 제국 전투함을 영국이 정당한 이유 없이 억류한 사실에 분노하고 있던 터였다. 순양함 괴벤호의 오스만 제국으로의 도주는 오스만 제국이 11월초에 독일을 지원하고 참전하는 길을 열어 주었다.
다른 해역에서는 독일의 해상 기습 부대가 영국의 상선단을 찾아 일대 타격을 입혔다. 10월 중순까지 그들은 영국 및 그 동맹국의 선박을 40척 이상 격침하거나 나포했다. 한편 영국과 그 동맹국 해군은 태평양의 독일 기지들을 점령하고, 독일의 동아시아 함대가 그 모항인 칭다오에서 빠져 나오지 못하도록 봉쇄했다.
독일 동아시아 함대의 함대 사령관 막시밀리안 폰 슈페 장군은 모국으로 귀항하기로 결정했다. 귀로에 오른 그는 11월 1일 칠레 근처 코로넬에서 영국 군함 2척을 격침시켰다. 그러나 그 뒤부터 해상에서의 독일의 운이 기울기 시작했다. 영국은 기습 공격을 일삼던 독일 함들의 대부분을 추적 나포했으며, 12월 9일 포클랜드 섬 근해에서 벌어진 치열한 해전에서 영국 해군은 슈페의 동아시아 함대를 전멸시켰다.
영국이 바다는 장악하고 있었지만, 육전에서는 어느 쪽도 우위에 서 있지 못했으며 삼국 협상에 대항해 오스만 제국이 병력 동원을 시작하면서 아프리카, 수에즈 및 흑해에도 전선이 형성되었다.

### 1915년~1917년
1914년 9월의 마른 전투는 전쟁의 양상이 종래의 대열 행진과 정면충돌의 결전에서 악몽 같은 참호전으로 뒤바뀌는 전환점이 되었다. 연합군의 마른 공세로 인하여 단기간의 승리를 거두는 데 실패한 독일군은 일단 후퇴하여 스위스 접경 벨포트에서 북해에 이르는 전선을 따라 철통같은 방어선을 구축했다. 첫 5주일 동안에 전투에서 빼앗은 벨기에와 프랑스 영토를 고수하기로 결심한 그들은 정교한 참호선과 지하 통로, 대피호와 철조망 뒤에서 수비 태세에 들어갔다.
참호전은 교묘한 착상의 독창적인 전법이었다. 또한 엄청난 살육을 가져오는 전쟁 방식이었다. 참호에 들어박힌 독일 병사들은, 할 수 없이 자기네가 파놓은 참호 속에서 뛰어나와 대치한 양군 사이의 무인 지대를 가로질러 진격을 시도하는 연합군의 공격 부대를 조준 사격으로 쓸어버릴 수 있었던 것이다. 일제히 퍼붓는 기관총과 박격포, 야포의 사격으로 목표 지점에 도달해 보지도 못하고 모든 연대 병력이 궤멸하기 일쑤였다. 그와는 대조적으로 참호에서 지키고 있는 수비 부대의 인명 피해는 처음에는 비교적 경미했다. 영국군의 한 이등병은 “참호를 방어하는 10명이 그것을 빼앗으려고 달려드는 50명의 공격을 쉽게 저지할 수 있었다.”라고 말했다.
독일군의 방어선이 두터운데다 적의 포 공격으로 황폐화된 무인 지대를 건너는 것은 ‘자살 행위’라고 불렸다. 그러나 독일군의 전선이 연합군의 방위 진지 쪽으로 불쑥 튀어난 돌출부에 다소 취약한 점이 있었다. 프랑스군과 대영 제국의 군인들은 정면 공격이 아닌 협공을 할 생각이었다. 프랑스군과 영국군의 지휘관들은 바로 그런 지점에서 연합군에게 결정적인 승리를 가져다 줄 대돌파 작전을 펼 생각이었다.
하지만 실제로 양국의 지휘관들은 새로운 전쟁에 전혀 적응하지 못했는데, 당시 지휘관들에게 전쟁이라는 개념은 나폴레옹 전쟁의 워털루 전투와 그 이전 사태의 기억에 바탕을 두고 있었고 대부분의 일선 장교들은 기병에 의해 수행되는 돌격전을 열망했다. 러일 전쟁과 보어 전쟁에서 새로운 병기들의 활약상은 그야말로 철저하게 무시되었다. 기계보다는 사람을 더 믿는 이러한 생각은 특히 영국, 프랑스 군에서 두드러졌는데, 조프르원수는 1912년 다음과 같은 발언을 하였다.전통을 회복한 프랑스 군대는 이제 공세 이외의 다른 어떤 법칙도 모른다. 적을 섬멸하기 위해 보병을 적진에 돌진시키겠다는 확고한 결의 속에서 극단적으로까지 수행될 것이다 공세에 대한 이러한 광신적이기까지한 믿음은 1907년의 영국 기병대 훈련 교범에서 절정에 이른다 라이플이 아무리 우수하다고 해도 말의 속도, 돌격의 매력, 차가운 강철의 공포가 불러일으키는 효과를 대체할 수 없다는 점을 원리로써 인정해야한다.
이러한 연합군 장성들의 생각은 곧 엄청난 양의 소모적인 돌격전을 불러왔다. 1914년 9월경에 프랑스에서 펼쳐진 오트뫼르트 전투에서는 생레오나르 - 쉬르 - 수쉬의 반격전에서 모든 공격 연대가 평균 800명의 사망자를 냈다. 1915년 6월 6일 아르곤 공세에서 바가텔 구역을 담당한 제3군 소속 제 8보병대대가 대령 한명, 위관장교 3명, 200명미만의 사병으로 줄어드는 사태가 발생하였다. 당시 제3군 사령관이였던 사라이(Sarrail) 장군은 상부로 보내는 보고서에 이렇게 적었다1월 8일 이후로 우리 군대는 아르곤에서만 군단의 절반에 이르는 숫자인 장교 1,200여명과 사병 8만 2천여명을 잃었다.
하지만 1915년 영국군 사상자 규모는 훨씬 더 심각했다. 1915년 4월 이프르 2차 공세 과정에서 제149여단은 장교 42명 사병 1,912명을 잃었는데, 이는 전체 부대원의 4분의 3에 해당하는 규모였으며, 제10여단은 장교 73명과 사병 2,346명을 잃고 사실상 전멸했다. 이보다 한달 후인 5월 오베르 고지 전투에서 10개의 독일군 중대와 23정의 기관총이 3개 여단 전원이 투입된 공격을 깨끗하게 분쇄했다. 이후 9월에 발생한 루스 전투의 괴멸 상황은 그야말로 처참한 수준이였다 최초 전투 개시 2시간만에 영국군은 1944년 노르망디 상륙작전 하루 동안 연합군측의 육해공 3군이 잃은 병력보다 더 많은 병력을 잃었다. 15사단은 병력은 60퍼센트를 잃었고 휘하 대대 대부분이 이름만 남은 상황으로 전락했다. 전투 둘째 날 1만명 수준으로 편성된 12개 대대가 공격을 단행했고, 교전 3시간 반 만에 그들은 장교 387명 사병 7,816명을 잃었다.
1916년 7월 1일 솜 공세 첫날에 벌어진 사상자 수는 정말이지 소름이 끼칠 지경이었다. 제8사단 소속의 두 개 연대 전체가 오비예 주위로 포진한 독일군 기관총 사수들에게 몰살당했는데, 전투개시 1시간여만에 이 사단은 장교 300명 가운데 230명을 사병 8,500명 중 5,812명을 잃었다. 이에 맞선 독일군 수비대는 300명 미만의 병력을 잃었을 뿐이였다. 전투 개시 이후 2주차까지 영국군은 매일 1개 사단규모인 1만 명의 병력을 잃고 있었다. 이후로도 하루 평균 사상자 수가 2,500명 선이었다.
연합군 지휘관들은 흔히 독일군의 임무를 단순화 해주었다. 당시 장병들을 무인지대로 내몰기 위해서 철조망 제거작업이 필요했는데, 당시 한 군인이 말한 것처럼 우리편의 공격을 광고하는 것과 다름없는 행동이다. 돌격 몇일전에 진로가 개척되었고 현저하게 이목을 끌었다. 기괸총 사격이 치명적인 정확성 속에서 이루어진것이 별로 이상할 것도 없었다. 물론 연합군 지휘부가 자기들보다 월등히 우세한 독일의 참호포와 방어 시설을 유린할 수 있는 공격 전략을 개발했다면 교착 상태는 좀 더 일찍 타개됐을는지도 모른다. 당시, 임기응변으로 모든 지휘를 맡아서 했기 때문에 지휘 능력과 활용도는 극히 떨어졌으며, 이에 따라 엄청난 인명 피해가 나타나게 되었다.
이를 타개하기 위해 영국은 ‘탱크’와 ‘항공기’를 사용하기 시작했다. 첫선을 보인 때는 1916년 솜 전투에서였다. 그러나 성능은 보잘것없었다. 탱크가 독일군 참호 전지 공격에서 위력을 발휘한 때는 1918년 여름이었다. 그때까지도 탱크는 여전히 느렸고, 기계는 믿을 수 없었으며 조작하기도 어려웠다. 초기에 항공기는 정찰 임무와 포격을 위한 관측용으로만 이용되었지만, 탱크처럼 항공기도 느렸으며, 보병 화기로도 쉽게 공격할 수 있었다. 또한, 화력과 정확도도 정확지 못했다.
독일군은 초기에 훈련된 병력과 장비, 특히 기관총에서 유리했다. 그리고 그들은 영국과 프랑스군보다 참호전에의 적응이 빨랐다. 게다가 독일군은 그들의 방어 진지를 십분 활용했다. 독일군이 3년 동안 이 참호전에서 방어 위주의 전략을 포기한 것은 1915년 4월 제2차 이프르 전투와 1916년 2월 베르됭 전투, 단 두 번뿐이었다.
1914년 9월의 마른 전투 후에 몰트케 장군의 후임으로 독일군 총사령관이 된 에리히 폰 팔켄하인 장군의 지휘 아래 독일군은 서부 전선에서는 유리한 방어 전략을 채택하는 한편, 러시아군을 상대로 한 동부 전선에서는 성공적인 공세를 펴고 있었다.
영국군 야전 사령관 존 프렌치 경이 프랑스군 참모총장 조셉 조프르 원수의 지휘를 받게끔 되어 있던 연합군의 전략은 플랑드르 저지대와 베르됭을 잇는 독일군의 방어망의 불쑥 튀어나온 커다란 돌불부 측면에 대하여 영국군과 프랑스군 양국군이 협동 공격을 가한다는 것이었다. 프랑스군은 1915년 한 해 동안 내내 돌출부 남쪽 측면이 상파뉴 측면에 대하여 공세를 취했으나 실패로 끝났고 아르토와 돌출부 북쪽 측면에 가해진 연합군 양군의 협동 공격도 역시 무위로 끝나고 말았다.
2월과 3월에 걸쳐 프랑스군은 상파뉴에서 폭이 1.5킬로미터도 채 못 되는 지역을 탈환하느라고 24만 명 이상의 병력을 잃었다. 영국군은 벨기에 국경 부근 뇌브샤펠에서 그보다 더 조금 진격했다. 영국군은 1킬로미터를 전진한 3일 전투의 첫 3시간 동안에 1만 명 가까운 병력을 잃었다.
4월 중순 독일군은 벨기에 국경 바로 너머에 있는 이프르를 공격했는데 이때 최초로 염소 가스를 무기로 사용했다. 프랑스 방어군은 숨이 막히게 하고 눈이 멀게 하는 그 무서운 가스 앞에 무더기로 쓰러졌지만, 독일군은 그들의 유리한 입장을 이용하는 데 실패했다. 그 후 양측은 더 효과적인 독가스를 개발하여 1915년 중반 이후로 양측이 예비 포격에 쓴 포탄에는 여러 종류의 화학 가스탄이 들어 있었다.
5월과 6월, 프랑스군은 큰 희생을 무릅쓰고 아르토와 수세에 공격을 가했으나 실패했고 영국군은 뇌프샤펠 남쪽의 페스튀베르에 공격을 가했다. 연합군은 9월 대공세를 계획하고 그에 투입할 새 병력을 훈련시키는 데 여름을 거의 다 보냈다. 9월 25일 프랑스군은 상파뉴에 파고든 독일 방어선에 일대 공세를 가했고 영불 연합군은 아르트와에서 공격을 전개했다. 아무런 전과도 없이 11월 초에 전투는 끝났다. 양측이 다 큰 인명 피해를 입었다.
9월 아르트와의 로스 전투에서 패전한 다음 영국군 사령관 프렌치 원수는 물러나고, 부사령관이었던 더글러스 헤이그 장군이 그 자리에 앉았다. 프랑스는 거듭된 패전으로 르네 라파엘 비비아니 내각이 무너지고 아리스띠드 브라잉이 수상이 되었다. 전쟁 노력을 가일층 강화하기 위하여 영국은 10월 더욱 광범위한 모병 제도를 도입하여 1월 드디어 전 국민 모병제가 시작되었다. 동시에 영국은 무기와 탄약 생산에도 박차를 가했다.
1915년 12월, 연합군 지도자들은 프랑스에서 회동했다. 1916년 여름으로 예정된 전면 공세 계획을 토의하기 위해서였다. 그 계획에 따르면 영국과 프랑스는 서부 전선에서, 러시아와 이탈리아는 동부 전선에서 각각 공격을 가하되 전선에서 상호 전선 노력이 뒤따라야 했다.
1915년 5월에 이미 이탈리아는 오스트리아-헝가리 제국에 선전 포고를 했는데 그에 앞서 이탈리아는 런던 비밀 협정에 조인했다. 그 조약에서 연합군 측은 이탈리아가 연합군에 가담하여 참전한다면 그 대가로서 종전과 동시에 오스트리아 영토를 분할해 주겠다고 약속했다. 그러나 1916년 8월까지 이탈리아는 독일에 대한 선전 포고는 하지 않았다.

#### 베르됭의 전투
1916년 서부 전선의 공세는 아르트와의 솜강을 따라 7월에 시작하기로 예정되어 있었다. 그러나 연합군의 계획이 구체화되기 전에 독일군은 로렌 전선의 뫼즈강을 낀 프랑스 요새 도시 베르됭에 대규모 공격을 해왔다. 독일군 사령관 팔켄하인은 프랑스군으로 하여금 요새를 방어하기 위한 사생결단의 전투에 대병력을 집결하지 않을 수 없게 만듦으로써 프랑스군을 전멸시킬 생각이었다.
그러나 독일군이 막상 공격해 왔을 때 베르됭은 매우 취약했다. 그 지역의 전선은 여러 달 동안 조용했었다. 그리고 벨기에의 요새 도시 리에즈가 함락당한 후 재래의 중세기적 요새를 쓸모없다고 확신한 프랑스군 참모총장 조프르가 요새 수비 병력 대부분과 거기 비치해 두었던 많은 대포를 더욱 전황이 활발한 전선으로 이동시켜 놓았던 것이다.
1916년 초의 몇 주 동안에 팔켄하인 장군은 제국 황태자 프리드리히 빌헬름 휘하 제5군 14만 병력에 1400문의 대포를 지급했다. 그 가운데는 600여 문의 거포와 12문의 구경 16.5인치짜리 비그 버사 곡사포가 들어 있었다. 2월 21일 독일군 포병 부대는 프랑스군 진지에 집중적으로 포격하기 시작했다. 포격은 9시간 동안 잠시도 쉬지 않고 계속되었다. 이 포격으로 프랑스군의 1차 방어선이 완전히 무너졌다.
그날 오후, 포성은 멎었다. 독일군 선발대는 뫼즈강의 동쪽 제방을 따라 진격 마비된 프랑스군의 전방 진지들을 점령했다. 그리고 그 후 3일간 그들은 똑같은 방법으로 공격을 되풀이 했다. 먼저 프랑스군 방어 진지를 맹포격으로 전멸시킨 후 보병이 진격해 왔다. 25일경 독일군은 최강의 요새 두오몽을 점령하고 그 안쪽에 있는 요새로 진격했다.
악화되는 전황에 놀란 조프르 장군은 유능한 앙리 페탱 장군을 현지에 급파해 효과적인 방어망을 구축하도록 지시했다. 요새 사수를 결심한 페텡은 부하들에게 한 치의 땅도 더 내주지 말라고 명령한 다음 요새로 들어오는 유일한 통로를 보급로로 확보하고 대대적인 병력과 대포를 요새로 끌어들었다. 결국, 이 길은 3000대의 차량 수송대가 두 번씩 왕복하며 보급했다.
이런 필사적인 보급 작전의 결과로 프랑스 진지는 다시 활기를 찾고 독일군의 전진 속도를 1일 수 미터로 억제함으로써 팔켄하인으로 하여금 뫼즈강 서안을 따라 제2차 공세를 펴지 않을 수 없게 만들었다. 제국 황태자의 군대는 진지에서마다 치열한 저항에 부닥쳤지만 천천히 전진해 나갔다. ‘모르돔’과 ‘304 고지’를 둘러싼 1개월에 걸친 치열한 공방전에서 수개 연대가 전멸했다.
5월 말 독일군은 마지막 서쪽 방어선을 돌파하고 6월 9일에는 필사적인 유혈전 끝에 동쪽에 있는 보(Vaux)의 큰 요새를 점령했다. 그렇지만, 베르됭을 공격하고 있을 때 동부 전선에서 러시아군이 계획되어 있던 공격을 개시하게 되었는데, 이때 팔켄하인 장군은 동부 전선에 병력을 보강하기 위해 서부 전선의 병력을 동부 전선으로 보낸 실수를 하였다. 그리고 또한 영국군이 5일간의 걸친 포격에 이어 솜에 대한 예정된 공세를 시작하자, 팔켄하인은 솜 전선을 보강하기 위해 베르됭에서 병력을 더 뺐다.
그해 가을에 프랑스는 강력한 반격을 가함으로써 실지를 일부 되찾았고, 보 요새와 두오몽 요새를 탈환했다. 12월 중순이 되자 베르됭에 대한 위협은 결국 사라졌다. 결국 격퇴했던 것이다. 이 전투는 100만에 가까운 사상자를 기록했다.
7월 1일 영국군 부대는 강의 북안을 따라 진격하고, 그보다 수가 적은 프랑스군 부대는 남쪽을 공격했다. 그러나 독일군은 적을 기다리고 있었다. 영국군은 2만 명을 전사시켰고, 부상 및 실종이 4천 명이었다. 결국, 11월 중순께 전투는 잠시 잠잠해졌는데, 인명 피해는 격심했다. 독일군은 약 65만 명이 사상했고, 연합군도 61만 5천 명이 사상했다.
8월, 빌헬름 2세는 팔켄하인 장군을 해임하고, 그 후임으로 독일군 동부 전선 사령관 파울 폰 힌덴부르크 원수를 임명했으며, 또한 에리히 루덴도르프 장군을 서부 전선으로 함께 데려가도록 명령했다. 12월에는 프랑스군 총사령관 조프르 장군이 퇴임하고, 로베르 G. 니벨 장군이 그 자리를 이어 받았다. 니벨 장군은 베르됭에서 프랑스의 반격 작전을 지휘하여 성공을 거뒀으며, 앞으로도 계속 이 기세를 이어 나갈 것을 다짐했다. 같은 달에, 영국에서는 보수당 정부를 대신해 로이드 조지가 이끄는 자유당 정부가 들어섰다.

## 참전국
- 동맹국: 독일 제국, 오스트리아-헝가리.
- 연합국: 영국, 프랑스, 벨기에, 룩셈부르크, 미국, 포르투갈, 캐나다.루마니아

연합국 중에서는 러시아 제국, 세르비아 왕국 군대의 일부가 이 전선에서 스스로 참전하기도 하였으나 그 내용은 다루지 않고 있다. 일본 제국과 시암, 중화민국의 경우는 장군 몇 명만 서부 전선에 보냈을 뿐이다.

## 사상자
| 전투                | 기간 | 연합국   | 동맹국   |
| ------------------- | ---- | -------- | -------- |
| 제1차 마른 전투     | 1914 | 263,000  | 250,000  |
| 베르됭 전투         | 1916 | 377,000+ | 336,000+ |
| 제1차 솜 전투       | 1916 | 623,907  | 465,000+ |
| 제2차 아이즈네 전투 | 1917 | 187,000  | 168,000  |

이 내용은 대형 전투에 관한 사상자를 나타낸다.

## 영화화된 작품
1930년 미국에서 제작된 《서부 전선 이상 없다》가 있다. 그 영화는 주로 독일군을 주로 다루었다.

### 참고 자료
- 내용은 리더스 다이제스트 사에서 발행한 《20세기 대사건들 - 제1차 세계 대전》 본문을 인용, 참고했다.

## 같이 보기
- 서부 전선 (제2차 세계 대전)
- 제1차 세계 대전
- 동부 전선 (제1차 세계 대전)